# Mezey Sándor (költő)
Mezey Sándor, néhol Mezei Sándor névformával is (Nádudvar, 1884. február 14. – Buenos Aires, 1968. február 5.) zsidó származású magyar költő.

## Életútja
Mezei Ede és Mezei Laura fia. A budapesti egyetemen jogi tanulmányokat végzett, majd ügyvédi oklevelet szerzett és 1909-től ügyvédi gyakorlatot folytatott a fővárosban. Első verskötetét 1903-ban adta ki Versek címmel. Ezt követte a Tüzek és a Lohengrin című verskötet. Költeményeit, amelyek egy nemes idealista meleg hangú vallomásai, olykor színes nyelvezet és erős zeneiség jellemzi. Sok a zsidó tárgyú verse. Mint prózaíró érdekes novelláival és a zsidó felekezeti lapokban megjelent, a magyar zsidóságot fenyegető politikai és kulturális reakció ellen küzdő publicisztikai cikkeivel keltett figyelmet. Megpróbálkozott a drámával is (Szt. Genovéva és egy Holdsugár-szonáta című Beethoven-tragédia). Mint nagybátyjának, Mezei Ferencnek munkatársa, részt vett a felekezeti életben és érdemeket szerzett több zsidó népjóléti intézmény fejlesztése körül. 1948-tól Argentínában élt. 1951-től a Magyar Tájékoztató Iroda tulajdonosa, az ún. Anuario Molnar szerkesztője, az Argentínai Magyar Újság és a Délamerikai Magyar Újság zenei rovatának vezetője volt.